# Польско-турецкая война (1485—1503)
Польско-турецкая война (1485—1503) — конфликт между Королевством Польским и его союзниками с одной стороны и Османской империей и её союзниками — с другой. Формально война продолжалось несколько лет, но прерывалась на несколько лет периодами перемирий и затишья. Её кульминацией стало поражение польской армии во главе с королевичем Яном Ольбрахтом в сражении у Козминского леса (1497).

## Предыстория
После завоевания Константинополя в 1453 году Порта начала расширение своей территории в направлении нижнего Дуная, угрожая тем самым польским владениям, так как молдавские господари формально оставались в феодальных отношениях с Польшей. Молдавия в XV веке была ареной столкновения между влияниями Османской империи, Венгрии и Крымского ханства. 

## Начало войны
В 1484 году турки заняли молдавские черноморские порты Килия и Белгород-Днестровский, ключи к землям поляков, русинов и татар, тем самым подрывая основу восточной польской торговли через Львов. Это заставило молдавского господаря Стефана III дать клятву верности польскому королю Казимиру IV Ягеллончику в Коломые 15 сентября 1485 года. Король обещал, среди прочего, помочь Стефану вернуться на престол. 
Казимир собрал ополчение и передал Стефану несколько тысяч польских наемных солдат под командованием Яна Карнковского, с помощью которых Стефан разбил турок в битве у Катлабуха в ноябре 1485 года. Королевич Ян Ольбрахт выступил против турок в 1487 году и был вынужден сражаться с крымскими татарами, которых турки привлекли на свою сторону как союзников. Ян Ольбрахт разбил татар 8 сентября 1487 года в битве при Копыстырине. 25 января 1491 года литовские войска Семёна Гольшанского разгромили татар под Заславом.
23 марта 1489 года поляки заключили двухлетнее перемирие с султаном Баязидом II, который даровал подданным короля право свободной торговли в своей стране.

## Польский поход в Буковину
В 1494 году король Ян I Ольбрахт начал готовиться к войне, хотя у него с турками действовало перемирие, перезаключенное 6 апреля того же года. Стефан III обещал Польше военную помощь, как только польские войска подойдут к занятым турками черноморским портам. В конце концов, экспедиция была начата в 1497 году. Ядром войска стала польская армия, усиленная 400 тевтонскими рыцарями во главе с великим магистром Иоганном фон Тифеном и 600 мазовецкими солдатами. Большинство польских солдат были ополченцами, но король собрал и наемные силы, а также подогнал около 200 орудий, в том числе две гигантских мортиры. Эти силы оцениваются в ок. 40,000 человек.
Единая армия 21 мая 1497 года вступила в Подолье и в течение второй недели августа перешла через Днестр. После вступления польских войск в Молдавию, Ян I Ольбрахт неожиданно развернул армию и повел ее на столицу княжества Сучаву. Тогда Стефан III отменил свои союзнические обязательства полякам и выступил на стороне Османской империи, обвинив польского короля в желании посадить на трон Молдавии своего сына Сигизмунда. 24 сентября 1497 года армия Яна Ольбрахта начала неудачную осаду Сучавы. 
Вскоре было заключено перемирие через венгерского короля Владислава II Ягелло. 19 октября войска польского короля начали отступать, но 26 октября подверглись нападению со стороны молдавского войска и были разбиты в сражении у Козминского леса в Буковине.

## Поход османов
Неудавшийся польский поход привел в 1498 году к ответному походу турецких войск Бали-паши, осуществлявшемуся при поддержке молдавских войск. Османские войска перешли Днестр, опустошили Галицкую Русь, достигнув Санока и Пшеворска, и увели в плен около 100 000 пленников. Летом татары напали на Подолье и Волынь, а осенью турки совершили новый набег, дойдя до Самбора.

## Перемирие
13 июля 1498 года в Кракове Ян Ольбрахт заключил договор с Венгрией, по которому стороны обязались вести войну и заключить мир с османами только по взаимному согласию. 15 апреля 1499 года поляки подписали мир со Стефаном III, а 9 октября 1503 года король Александр Ягеллончик заключил пятилетнее перемирие с султаном Баязидом II.